# 卢夏纳
卢夏纳（義大利語：Lusiana），是意大利威尼托大区维琴察省的一个市镇。总面积34平方公里，人口2836人，人口密度83.4人/平方公里（2009年）。国家统计（ISTAT）代码为024054。